# Оутс, Уэйн Эдвард
Уэйн Эдвард Оутс (Wayne Edward Oates; 24 июня 1917 г. — 21 октября 1999 г.) — американский психолог и религиозный проповедник. Известен тем, что ввёл в научный обиход термин «трудоголизм» (работоголизм, англ. workaholism).

## Биография
Родился в бедной семье в городе Гринвилл, Южная Каролина, в июне 1917 года. Ещё в младенчестве лишился отца; о нём заботились бабушка, сестра и мать, которая работала в хлопчатобумажном комбинате. В возрасте четырнадцати лет он оказался в небольшой группе бедных подростков, которых, как «одарённых детей», приняли служить в Палату Представителей Соединённых Штатов Америки. Он был очень рад этому, и такой оборот событий вдохновил его на то, чтобы, первым из своей семьи, решить получить высшее образование. Он учился в юношеском колледже Марс-Хилл, в университете Уэйк-Форест, в Южной баптистской богословской семинарии, в Объединенной богословской семинарии и в университете Луизвилля («медицинская школа»). После окончания Южной семинарии со степенью доктора философии в области психологии религии, Оутс в 1947 г. поступил в качестве преподавателя в Школу богословия, как профессор психологии религии и пасторской практики. Он занимал эту должность до того времени, когда перешёл в Луизвилльский университет (медицинская школа) в 1974 году.
Междисциплинарный подход, употребляемый Оутсом, сочетал психологические модели с пасторской чуткостью и библейским учением. В результате изменились прежние подходы к консультированию в рамках современного движения пасторского попечения. Оутсом была разработана «триадологическая» форма пасторского консультирования: общение между наставником, наставляемым и Св. Духом.
Первой из его 57 книг была небольшая работа под названием «Алкоголь в и вне Церкви» (1940). Затем последовал довольно долгий перерыв, а в 1951 г. вышла его докторская диссертация «Значение дела Зигмунда Фрейда для христианской веры». «Триадологическая концепция» была раскрыта в работе «Присутствие Бога в пасторском попечении». 
После публикации в 1971 году книги под названием «Исповедь трудоголика» неологизм «трудоголик» был введён в общее употребление, и скоро это слово было включено в Оксфордский словарь английского языка.
В 1984 г. Американская психиатрическая ассоциация наградила Оутса премией «Оскар Пфистер» за его вклад в развитие отношений между психиатрией и религией.
Он был женат на Паулине; у них родилось двое сыновей. Они жили в Луизвилле, штат Кентукки, вплоть до его смерти в октябре 1999 года Оутс был похоронен на кладбище Кэйв-Хилл в Луизвилле.